# 第28回日本選手権競輪
第28回日本選手権競輪（だい28かい にほんせんしゅけんけいりん）は、1975年に千葉競輪場で行われた。

## 決勝戦
- 3月25日（火）

| 着順 | 車番 | 選手       | 登録地   |
| ---- | ---- | ---------- | -------- |
| 1    | 6    | 高橋健二   | 愛知県   |
| 2    | 2    | 伊藤繁     | 神奈川県 |
| 3    | 3    | 田中博     | 群馬県   |
| 4    | 1    | 須田一二三 | 岐阜県   |
| 5    | 4    | 工藤元司郎 | 茨城県   |
| 6    | 9    | 加藤善行   | 岩手県   |
| 7    | 8    | 小山靖     | 宮城県   |
| 落棄 | 5    | 福島正幸   | 群馬県   |
| 落棄 | 7    | 河内剛     | 宮城県   |

- 配当 
  - 連勝単式 5－2　6730円

### レース概要
グランドスラム（当時は日本選手権競輪、高松宮杯競輪、オールスター競輪、競輪王の4つ）に王手をかけた福島正幸、ゴールデンレーサー賞を制した伊藤繁、大会連覇を狙う田中博あたりが人気の中心となった。
レースは最終ホーム付近より、高橋が須田を連れてカマシ気味に叩いて出たところ、最終1センター付近で先頭に立った。すると、同2角付近で正攻法の位置にいた福島が転倒。これに河内が乗り上げた。福島、河内の落車の影響を受け、後続が立ち遅れ、さらにマークの須田が千切れ気味になったため、3～4角付近にかけて高橋が後続を引き離して快調に飛ばす。漸く直線に入って伊藤－田中が追撃体勢に入って高橋を追い詰めたものの届かず。高橋が逃げ切って初のタイトルを手中にした。

## その後の競輪界の構図
当レースが行われる前までは、上記の福島、田中に加え、阿部道（宮城）の3選手が「三強」を形成し、彼らは1970年から1974年までの5年間に行われた19回の特別競輪（現在のGI）のうち、3人合わせて11回優勝していた。したがって三強絶頂時代ともいうべき時代であったわけだが、この一戦以後、彼らは特別競輪で優勝できなくなったばかりか、決勝戦に進出する機会すらほとんどなくなったため、後に鈴木保巳が月刊競輪の記事でたびたび、「競輪の歴史を変えた一戦」と称した歴史的大会とあいまった。
当時22歳だった高橋の当大会優勝以後、特別競輪の優勝者は20代前半の選手が中心となり、「ヤング全盛時代」と呼ばれるようになったが、一方で優勝者が猫の目のごとくコロコロと変わるという、「戦国時代」へと突入することになる。
| 日本選手権競輪       | 日本選手権競輪                  | 日本選手権競輪       |
| -------------------- | ------------------------------- | -------------------- |
| 前回 （1974年）      | 第28回日本選手権競輪 （1975年） | 次回（1976年）       |
| 第27回日本選手権競輪 | 第28回日本選手権競輪 （1975年） | 第29回日本選手権競輪 |